# Landetxo (manzana)
Landetxo es el nombre de una variedad cultivar de manzano (Malus domestica). Esta manzana es originaria de Vizcaya de la zona de Landetxo en Munguía, está cultivada en la colección del Banco de Germoplasma del manzano de la Universidad Pública de Navarra con el N.º BGM270; ejemplares procedentes de esquejes localizados en Vizcaya.

## Sinónimos
- "Manzana Landetxo",[6]
- "Landetxo Sagarra",[7][8][9][10]
- "Landeches".

## Características
El manzano de la variedad 'Landetxo' tiene un vigor elevado. El árbol tiene tamaño pequeño y porte semi erecto, con tendencia a ramificar baja, con hábitos de fructificación en ramos cortos y largos.
Época de floración media, con una duración de la floración media. Incompatibilidad de alelos S2 S7.
Las hojas tienen una longitud del limbo de tamaño medio, con color verde oscuro, pubescencia presente, con la superficie poco brillante. Forma de las estípulas es filiforme. Forma del limbo es biojival, con denticulación del borde del limbo ondulado, con la forma del ápice del limbo apiculado y la forma de la base del limbo puntiagudo. Con longitud del peciolo largo.
La variedad de manzana 'Landetxo' tiene un fruto de tamaño pequeño, de forma aplastada; con color de fondo amarillo, sobre color importante, siendo el color del sobre color rojo, siendo su reparto en placas estriadas, y una sensibilidad al "russeting" (pardeamiento áspero superficial que presentan algunas variedades) débil; con grosor de pedúnculo fino, longitud del pedúnculo largo, anchura de la cavidad peduncular es pequeña, profundidad cavidad pedúncular media, importancia del "russeting" en cavidad peduncular es media; profundidad de la cavidad calicina es débil, anchura de la cavidad calicina es media, importancia del "russeting" en cavidad calicina es débil; apertura del ojo cerrado; apertura de los lóbulos carpelares es parcialmente abiertos; color de la carne blanca; acidez fuerte, azúcar alto, y firmeza de la carne media.
Época de maduración y recolección extra temprana. Se usa como manzana de mesa y en la producción de sidra.

## Susceptibilidades
- Oidio: susceptible
- Moteado: susceptible
- Fuego bacteriano: susceptible
- Carpocapsa: susceptible
- Pulgón verde: susceptible
- Araña roja: susceptible.[3]